# Талмачи (деревня)
Талмачи — деревня в Высокогорском районе Татарстана. Входит в состав Усадского сельского поселения.

## География
Находится в северо-западной части Татарстана на расстоянии приблизительно 8 км на север по прямой от районного центра поселка Высокая Гора у речки Сула.

## История
Известна с 1565—1567 годов как деревня Сеитляры (позднее упоминалась еще как Большие Ситляры). В начале XX века упоминалось о наличии земской школы.

## Население
Постоянных жителей было: в 1646—104, в 1782 — 74 души мужского пола, в 1859—291, в 1897—288, в 1908—295, в 1920—286, в 1938—363, в 1949—291, в 1958—174, в 1970—168, в 1989—117, 154 в 2002 году (русские 86 %), 148 в 2010.